# Куярское сельское поселение
Куярское сельское поселение — муниципальное образование (сельское поселение) в составе Медведевского района Марий Эл Российской Федерации.
Административный центр поселения — посёлок Куяр.

## История
Статус и границы сельского поселения установлены Законом Республики Марий Эл от 18 июня 2004 года № 15-З «О статусе, границах и составе муниципальных районов, городских округов в Республике Марий Эл».

## Численность населения поселения
| 2010  | 2011  | 2012  | 2013  | 2014  | 2015  | 2016  |
| ----- | ----- | ----- | ----- | ----- | ----- | ----- |
| 4326  | ↘4323 | ↘4304 | ↘4298 | ↗4316 | ↘4237 | ↘4153 |
| 2017  | 2018  | 2019  | 2020  | 2021  | 2023  |       |
| ↘4092 | ↘4061 | ↘4053 | ↘4052 | ↘3092 | ↘3010 |       |

## Состав сельского поселения
В состав сельского поселения входят 4 посёлка и 1 деревня:
| № | Населённый пункт | Тип населённого пункта          | Население |
| - | ---------------- | ------------------------------- | --------- |
| 1 | Корта            | деревня                         | ↘483      |
| 2 | Куяр             | посёлок, административный центр | ↘1440     |
| 3 | Лесной           | посёлок                         | ↗347      |
| 4 | Пемба            | посёлок                         | ↘1561     |
| 5 | Песчаный         | посёлок                         | ↗179      |